# كارل أدولف كورنيليوس
كارل أدولف كورنيليوس (بالألمانية: Karl Adolf Cornelius )‏ (و. 1819 – 1903 م) هو مؤرخ المسيحية، ومؤرخ، وأستاذ جامعي ألماني، ولد في فورتسبورغ، وكان عضوًا في الأكاديمية البافارية للعلوم والعلوم الإنسانية، والأكاديمية البروسية للعلوم، توفي في ميونخ، عن عمر يناهز 84 عاماً.

## مناصب
تولى منصب عضو برلمان فرانكفورت.

## التعليم
تعلم في جامعة بون.

## جوائز
حصل على جوائز منها:
- النيشان البافاري الماكسيميلياني للعلوم والفن (1892).